# Azize Kabouche
 (mai 2020).
Si vous disposez d'ouvrages ou d'articles de référence ou si vous connaissez des sites web de qualité traitant du thème abordé ici, merci de compléter l'article en donnant les références utiles à sa vérifiabilité et en les liant à la section « Notes et références ».
Azize Kabouche est un acteur et réalisateur français né le 28 août 1960 à Lyon.

## Biographie

### Origines et formation
Azize Kabouche naît le 28 août 1960 à Lyon 3e, d'une mère algérienne (kabyle) : il est le cadet d'une fratrie de cinq enfants (quatre garçons et une fille). Hissé vers le haut par ses aînés au cœur des "U.C." de Bron-Parilly, dans l'univers débilitant d'une cité violente construite à la fin des années 1950, Azize a eu tout loisir d'observer et de prendre des modèles.
Pourtant, jusqu'à la fin de son adolescence, rien ne laissait présager son implication cinématographique dans ce qu'il appelle « la faille intérieure sur les origines de ses deux cultures, kabyle et française », c'est-à-dire la dénonciation de tourments absurdes vécus par « les personnes d'origine maghrébine », selon le terme du rapport ministériel du 6 juin 1991, évoqué à la fin de Au petit bonheur, son premier film en 1992.
Après être passé par le conservatoire de Lyon, Azize Kabouche entre en 1981 à l'ENSATT (la Rue Blanche), dont il sort diplômé en 1983.
Admis la même année au Conservatoire national supérieur d'art dramatique de Paris, il y reçoit jusqu'en 1986 l’enseignement de Michel Bouquet, Jean-Luc Boutté, Richard Fontana… et Daniel Mesguich (directeur de 2007 à 2013), avec lequel il gardera des liens forts, et qui lui proposera plusieurs fois de participer à ses créations théâtrales fétiches, comme Hamlet en 1986, Marie Tudor en 1991, Le Diable et le Bon Dieu en 2001-2002…

### Carrière
Dès son entrée à la rue Blanche (théâtre de Paris), Azize Kabouche est sollicité pour jouer en Italie dans Le roi se meurt, d'Eugène Ionesco (mise en scène Bernard Ristroph, théâtre 347), ainsi que dans le film de Gilbert Roussel La Caraque, en 1983.
À la suite de la réalisation de son film Le Paradis des Infidèles, il rejoint, en 1995, l'équipe pédagogique de l'École nationale de Chaillot, dans les murs du théâtre national, dirigé alors par Jérôme Savary, qui l'avait employé dans son Cyrano en 1983.
Dans son enseignement, Azize Kabouche n'oublie pas le plaisir qu'il a eu à suivre les conseils de "son" professeur Michel Bouquet, connu pour son exigence, et qui avait ce don d'amener les élèves à se confronter aux difficultés du présent et aux ouvertures sur l'avenir…
Azize développe son travail par la direction de stages intensifs d’interprétation, sur des textes russes et polonais en 2001, ou celui intitulé De Stanislavski à Lee Strasberg, en 2002.
C'est dans cette dynamique qu'il ouvre son cours d'art dramatique, l'Atelier du Chemin, où il enseigne jusqu'en 2007, autour d'auteurs contemporains comme Jean-Pierre Siméon ou Randal Douc.
Après sa solide expérience d'acteur, il aborde la réalisation et la mise en scène en 1992, avec Au petit bonheur (15 min), puis en 1995 Le Paradis des infidèles (28 min), deux courts-métrages dont il a écrit le scénario.
2001 sera l'année des Lettres d’Algérie, sa première œuvre télévisuelle (76 min), diffusée sur Canal+ Horizons et TV5.
En 2006, avec les stagiaires des Ateliers du théâtre national de Chaillot, il réalise Egészségedre (18 min), qui traite de la jeunesse mobilisée sous les drapeaux.
De nombreux acteurs ont été les interprètes de ses films, parmi lesquels Cécilia Hornus, Clotilde de Bayser, Daniel Mesguich, Armand Meffre, Abbes Zahmani, Abder El Kebir, Thierry De Carbonnières, Xavier Maly, Hervé Blanc…
Professeur à l’école du théâtre national de Chaillot de 1995 à sa fermeture en 2010, Azize Kabouche continue depuis à enseigner en dirigeant des stages intensifs d’interprétation.

### Vie privée
Azize Kabouche s'est marié en 1990 avec la comédienne Cécilia Hornus ; le couple a eu deux enfants : Léo (né en 1993) et Emma (née en 1998) qui sont devenus acteurs. Le couple est divorcé.

## Filmographie

### Cinéma

#### Réalisateur
- 1992 : Au petit bonheur
- 1995 : Le Paradis des infidèles
- 1997 : L'Atelier du soir (captation théâtre national de Chaillot)
- 2000 : Sur les bords du Rhône (scénario)
- 2001 : Lettres d'Algérie
- 2006 : Egészségedre
- 2009 : Les Quatre Colonnes

#### Acteur

##### Longs métrages
- 1983 : Le Verdict des Gitans, de Gilbert Roussel
- 1985 : L'Arbalète, de Sergio Gobbi
- 1987 : Une flamme dans mon cœur, d'Alain Tanner
- 1998 : L'Enfance de l'art, de Francis Girod, sélection officielle du Festival de Cannes
- 2000 : The Labyrinth, de Lorne Thyssen
- 2001 : Lettres d'Algérie, d'Azize Kabouche
- 2005 : J'ai vu tuer Ben Barka, de Serge Le Péron
- 2007 : Un conte de Noël, d'Arnaud Desplechin, sélection officielle du Festival de Cannes
- 2014 : Nous trois ou rien de Kheiron

##### Court métrage
- 2014 : Driss, d'Alexandre Denjoy

### Télévision

#### Acteur
- 1982 : Le Veneur noir, de Paul Planchon
- 1989 : La Mort de Danton, de Guy Seligmann
- 1992 : Interdit d'amour, de Catherine Corsini
- 1995 : L'Éducateur, de Dominique Tabuteau
- 1996 : Mourad et Christian, de Daniel Losset, de la série Les enfants du juge
- 2005 : Vol à la une, de Christophe Barbier, de la série PJ
- 2007 : Une histoire à ma fille, de Chantal Picault
- 2013 : Trois mariages et un coup de foudre, de Gilles de Maistre
- 2015 : Lebowitz contre Lebowitz de Frédéric Berthe

## Théâtre

### Comédien
- 1982 : Le roi se meurt d'Eugène Ionesco, mise en scène Bernard Ristroph, théâtre 347, tournée Italie
- 1983 : Le Fou et la Nonne de Stanisław Witkiewicz, mise en scène Jean-Christian Grinevald, théâtre 347
- 1984 : Cyrano de Bergerac d'Edmond Rostand, théâtre Mogador
- 1986 : Hamlet de William Shakespeare, mise en scène Daniel Mesguich, théâtre Gérard-Philipe
- 1986 : Les Acteurs de bonne foi et La Méprise de Marivaux, mise en scène Philippe Adrien, Conservatoire national supérieur d'art dramatique
- 1987 : Les Acteurs de bonne foi et La Méprise de Marivaux, mise en scène Philippe Adrien, théâtre de l'Athénée Louis-Jouvet
- 1988 : Goethe Wilhelm Meister de Jean-Paul Fargeau d’après Gœthe, mise en scène Léonidas Strapastakis, théâtre du Gymnase, Marseille, tournée
- 1989 : La Mort de Danton de Georg Büchner, mise en scène Klaus Michael Grüber, théâtre Nanterre-Amandiers, TNP Villeurbanne, maison de la culture de Grenoble, Comédie de Caen, tournée
- 1989 : Gracchus Babeuf d'Henri Bassis, mise en scène Pierre Santini et Giovanni Pampiglione, théâtre des Boucles de Marne, Paris, tournée Prague
- 1990 : La Question de Henri Alleg, mise en scène Baki Boumaza, création du centre Georges-Pompidou
- 1991 : Le Mariage forcé de Molière, mise en scène Joëlle Séranne
- 1991 : La Comtesse d'Escarbagnas de Molière, mise en scène Joëlle Séranne
- 1991 : L'Année de l'éveil de Charles Juliet, mise en scène Baki Boumaza, création du centre Georges-Pompidou
- 1991 : Marie Tudor de Victor Hugo, mise en scène Daniel Mesguich, théâtre de la Métaphore, Lille
- 1992 : Le Fou et la Nonne de Abbès Zahmani, théâtre de la Main d'Or
- 1992 : La Belle Aphrède de Jean de Rotrou, mise en scène Xavier Brière, théâtre de la Main d'Or
- 1993 : Henri VI de William Shakespeare, mise en scène Stuart Seide, théâtre de Gennevilliers, théâtre de la Métaphore, La Filature
- 1993 : Dieu merci, on ne meurt qu'une fois de Abbes Zahmani, Festival d'Alès
- 1994 : Henri VI de William Shakespeare, mise en scène Stuart Seide, Festival d'Avignon, théâtre de Gennevilliers, tournée
- 1995 : La Misère du monde, Rencontres de la Cartoucherie, conception Philippe Adrien, théâtre de la Tempête
- 1995 : Henri VI de William Shakespeare, mise en scène Stuart Seide, La Ferme du Buisson, théâtre de Nice
- 1996 : Le Monde comme il va, Rencontres de la Cartoucherie, conception Philippe Adrien, théâtre de la Tempête
- 1996 : Gaudriole politique de Léa Fazer, théâtre de la Commune
- 1997 : L'École des femmes de Molière, mise en scène Jean-Christian Grinevald, en tournée
- 1998 : Lettres d'Algérie de Baki Boumaza, création Petit Odéon
- 1998 : L'École des femmes de Molière, mise en scène Jean-Christian Grinevald, théâtre de la Main d'Or
- 1999 : Nuit Claudel de Antoine Julien, théâtre de Corbeil-Essonnes
- 1999 : Lettres d'Algérie de Baki Boumaza, tournée France et Suisse
- 1999 : Amours inavouables d'après Molière, mise en scène Azize Kabouche et Thierry de Carbonnières, théâtre national de Chaillot
- 2000 : L'Arriviste de Stig Dagerman, mise en scène Martine Charlet, théâtre de l'Arsenic Lausanne
- 2002 : Le Diable et le Bon Dieu de Jean-Paul Sartre, mise en scène Daniel Mesguich, théâtre de l'Athénée Louis-Jouvet, tournée France
- 2003 : Le Pain de Abdelkader Alloula, mise en scène Baki Boumaza, création officielle pour l'année de l'Algérie
- 2004 : Le Pain de Abdelkader Alloula, mise en scène Baki Boumaza, tournée France
- 2005 : 1962, le dernier voyage de Mehdi Charef, mise en scène Kader Boukhanef et Azize Kabouche, théâtre Montparnasse
- 2007 : Lettres d'Algérie de Baki Boumaza, tournée France
- 2009 : Le ciel est pour tous de Catherine Anne, théâtre de l'Est parisien
- 2010 : Le ciel est pour tous de Catherine Anne, en tournée
- 2011 : J'aurais voulu être égyptien d'après Alaa al-Aswany, mise en scène Jean-Louis Martinelli, théâtre Nanterre-Amandiers
- 2012 : J'aurais voulu être égyptien d'après Alaa al-Aswany, mise en scène Jean-Louis Martinelli, en tournée France, Égypte
- 2013 : Invisibles de Nasser Djemaï, théâtre 13, Paris, en tournée France
- 2014 : Invisibles de Nasser Djemaï, tournée France

### Metteur en scène
- 2004 : Le Petit Ordinaire de Jean-Pierre Siméon, théâtre de la Danse
- 2004 : Chère Éléna de Ludmilla Razoumovskia, théâtre de la Danse
- 2005 : 1962 de Mehdi Charef, théâtre Montparnasse
- 2005 : D'entre les morts de Jean-Pierre Siméon, théâtre de la Danse
- 2005 : Stabat Mater Furiosa de Jean-Pierre Siméon, théâtre de la Danse
- 2007 : Guybal Velleytar de Stanisław Ignacy Witkiewicz, théâtre de l'Institut polonais de Paris